# Promozione Campania-Molise 1980-1981
Nella stagione 1980-1981 la Promozione era sesto livello del calcio italiano (il massimo livello regionale). Qui vi sono le statistiche relative al campionato in Campania e in Molise.
Il campionato è strutturato in vari gironi all'italiana su base regionale, gestiti dai Comitati Regionali di competenza. Promozioni alla categoria superiore e retrocessioni in quella inferiore non erano sempre omogenee; erano quantificate all'inizio del campionato dal Comitato Regionale secondo le direttive stabilite dalla Lega Nazionale Dilettanti, ma flessibili, in relazione al numero delle società retrocesse dal Campionato Interregionale e perciò, a seconda delle varie situazioni regionali, la fine del campionato poteva avere degli spareggi sia di promozione che di retrocessione.

## Girone A

### Squadre partecipanti
| Club                         | Città (provincia)            | Stadio | Stagione precedente |
| ---------------------------- | ---------------------------- | ------ | ------------------- |
| Pol. Acerrana                | Acerra (NA)                  |        |                     |
| S.S. Aesernia                | Isernia                      |        |                     |
| Pol. Afragolese              | Afragola (NA)                |        |                     |
| U.S. Atellano Succivo        | Succivo (CE)                 |        |                     |
| U.S. Bojano                  | Bojano (CB)                  |        |                     |
| U.S. Boys Caivanese          | Caivano (NA)                 |        |                     |
| U.S. Capua                   | Capua (CE)                   |        |                     |
| A.S. Cellole                 | Cellole (CE)                 |        |                     |
| A.C. Melito                  | Melito di Napoli (NA)        |        |                     |
| Pol. Mondragonese            | Castel Volturno (CE)         |        |                     |
| Soc. Rifo Sud S.r.l.         | Marcianise (CE)              |        |                     |
| Pol. San Bartolomeo in Galdo | San Bartolomeo in Galdo (BN) |        |                     |
| Sporting Club Aversa         | Aversa (CE)                  |        |                     |
| Sporting Marano              | Marano di Napoli (NA)        |        |                     |
| S.S. Torrecuso Riviera       | Torrecuso (BN)               |        |                     |
| A.S. Villaricca              | Villaricca (NA)              |        |                     |

### Classifica finale
|  | Pos. | Squadra                 | Pt | G  | V  | N  | P  | GF | GS | DR  |
|  | ---- | ----------------------- | -- | -- | -- | -- | -- | -- | -- | --- |
|  | 1.   | Afragolese              | 48 | 30 | 21 | 6  | 3  | 61 | 13 | +48 |
|  | 2.   | Boys Caivanese          | 46 | 30 | 19 | 8  | 3  | 62 | 25 | +37 |
|  | 3.   | Rifo Sud                | 46 | 30 | 18 | 10 | 2  | 51 | 19 | +32 |
|  | 4.   | Sporting Club Aversa    | 40 | 30 | 16 | 8  | 6  | 32 | 18 | +14 |
|  | 5.   | Acerrana                | 37 | 30 | 13 | 11 | 6  | 44 | 26 | +18 |
|  | 6.   | Sporting Marano         | 32 | 30 | 11 | 10 | 9  | 43 | 42 | +1  |
|  | 7.   | Villaricca              | 30 | 30 | 10 | 10 | 10 | 30 | 35 | -5  |
|  | 8.   | Aesernia                | 29 | 30 | 8  | 13 | 9  | 39 | 30 | +9  |
|  | 9.   | Atellano Succivo        | 28 | 30 | 9  | 10 | 11 | 26 | 31 | -5  |
|  | 10.  | Melito                  | 26 | 30 | 8  | 10 | 12 | 31 | 27 | +4  |
|  | 11.  | Bojano                  | 26 | 30 | 10 | 6  | 14 | 25 | 33 | -8  |
|  | 12.  | Torrecuso Riviera       | 23 | 30 | 5  | 13 | 12 | 25 | 34 | -9  |
|  | 13.  | Cellole                 | 23 | 30 | 6  | 11 | 13 | 28 | 40 | -12 |
|  | 14.  | San Bartolomeo in Galdo | 22 | 30 | 8  | 6  | 16 | 37 | 59 | -22 |
|  | 15.  | Capua                   | 20 | 30 | 7  | 6  | 17 | 27 | 57 | -30 |
|  | 16.  | Mondragonese            | 5  | 30 | 0  | 5  | 25 | 13 | 76 | -63 |

### Spareggio 2º posto
| Squadra 1      | Risultato | Squadra 2 |
| -------------- | --------- | --------- |
| Boys Caivanese | 2 - 1     | Rifo Sud  |

| ??? 1981 | Boys Caivanese | 2 – 1 | Rifo Sud |  |

### Verdetti finali
- Boys Caivanese e Aesernia sono successivamente ammesse in Interregionale a completamento organici.

## Girone B

### Squadre partecipanti
| Club                            | Città (provincia)         | Stadio | Stagione precedente |
| ------------------------------- | ------------------------- | ------ | ------------------- |
| A.C. Caprese                    | Capri (NA)                |        |                     |
| U.C. Casalnuovo                 | Casalnuovo di Napoli (NA) |        |                     |
| U.S. Casavatore                 | Casavatore (NA)           |        |                     |
| A.C. Folgore Cappella           | Torregaveta-Bacoli (NA)   |        |                     |
| A.C. Forio                      | Forio (NA)                |        |                     |
| Internapoli (Nuovo Napoli)      | Napoli                    |        |                     |
| Ischia Isolaverde               | Ischia (NA)               |        |                     |
| S.S. La Patrizia Riviera Chiaia | Napoli                    |        |                     |
| Mariglianese                    | Marigliano (NA)           |        |                     |
| U.S. Nuova Vomero               | Napoli                    |        |                     |
| Pomigliano                      | Pomigliano d'Arco (NA)    |        |                     |
| Portici                         | Portici (NA)              |        |                     |
| Puteolana                       | Pozzuoli (NA)             |        |                     |
| A.S. Secondigliano              | Napoli                    |        |                     |
| U.P. Sibilla                    | Bacoli (NA)               |        |                     |
| U.S. Spiezia                    | San Vitaliano (NA)        |        |                     |
| Viribus Unitis                  | Somma Vesuviana (NA)      |        |                     |

### Classifica finale
|  | Pos. | Squadra                    | Pt | G  | V  | N  | P  | GF | GS | DR  |
|  | ---- | -------------------------- | -- | -- | -- | -- | -- | -- | -- | --- |
|  | 1.   | Pomigliano                 | 46 | 32 | 16 | 14 | 2  | 40 | 15 | +25 |
|  | 2.   | Viribus Unitis             | 46 | 32 | 19 | 8  | 5  | 42 | 22 | +20 |
|  | 3.   | Ischia Isolaverde          | 44 | 32 | 16 | 12 | 4  | 48 | 34 | +14 |
|  | 4.   | Nuovo Napoli               | 44 | 32 | 15 | 14 | 3  | 51 | 21 | +30 |
|  | 5.   | Spiezia                    | 39 | 32 | 14 | 11 | 7  | 40 | 24 | +16 |
|  | 6.   | Secondigliano              | 35 | 32 | 11 | 13 | 8  | 26 | 24 | +2  |
|  | 7.   | Nuova Vomero               | 34 | 32 | 10 | 14 | 8  | 36 | 37 | -1  |
|  | 8.   | Caprese                    | 33 | 32 | 12 | 9  | 11 | 32 | 31 | +1  |
|  | 9.   | Mariglianese               | 32 | 32 | 9  | 14 | 9  | 35 | 27 | +8  |
|  | 10.  | Folgore Cappella           | 30 | 32 | 11 | 8  | 13 | 29 | 31 | -2  |
|  | 11.  | Portici                    | 27 | 32 | 8  | 11 | 13 | 21 | 31 | -10 |
|  | 12.  | Forio                      | 27 | 32 | 8  | 11 | 13 | 31 | 37 | -6  |
|  | 13.  | La Patrizia Riviera Chiaia | 27 | 32 | 10 | 7  | 15 | 30 | 48 | -18 |
|  | 14.  | Puteolana                  | 26 | 32 | 9  | 8  | 15 | 31 | 39 | -8  |
|  | 15.  | Casavatore                 | 24 | 32 | 9  | 6  | 17 | 30 | 49 | -19 |
|  | 16.  | Sibilla                    | 16 | 32 | 4  | 8  | 20 | 26 | 57 | -31 |
|  | 17.  | Casalnuovo                 | 16 | 32 | 3  | 10 | 19 | 21 | 54 | -33 |

### Spareggio 1º posto
| Squadra 1  | Risultato | Squadra 2      |
| ---------- | --------- | -------------- |
| Pomigliano | 3 - 0     | Viribus Unitis |

| Salerno ??? 1981 | Pomigliano | 3 – 0 | Viribus Unitis | Stadio Vestuti |

### Verdetti finali
- Viribus Unitis, Ischia e Internapoli sono successivamente ammesse in Interregionale a completamento organici.

## Girone C

### Squadre partecipanti
| Club                     | Città (provincia)           | Stadio             | Stagione precedente |
| ------------------------ | --------------------------- | ------------------ | ------------------- |
| U.S. Agropoli            | Agropoli (SA)               | "Gino Landolfi"    |                     |
| U.S. Angri               | Angri (SA)                  | "Pasquale Novi"    |                     |
| U.S. Ariano              | Ariano Irpino (AV)          | "Silvio Renzulli"  |                     |
| U.S. Battipagliese       | Battipaglia (SA)            | "Sant'Anna"        |                     |
| G.S. Ebolitano, Eboli    | Eboli (SA)                  | "Massaioli"        |                     |
| S.S. Giffoni Sei Casali  | Giffoni Sei Casali (SA)     | "Comunale"         |                     |
| A.S. Montecorvino        | Montecorvino Rovella (SA)   | "Comunale"         |                     |
| Pol. Pontecagnano Faiano | Pontecagnano Faiano (SA)    | "Comunale"         |                     |
| S.C. Pro Poggiomarino    | Poggiomarino (NA)           | "Comunale"         |                     |
| S.S. Real Gragnano       | Gragnano (NA)               | "San Michele"      |                     |
| S.C. Sangiuseppese       | San Giuseppe Vesuviano (NA) | "Comunale"         |                     |
| A.C. Sant'Antonio Abate  | Sant'Antonio Abate (NA)     | "Comunale"         |                     |
| S.S. Sarnese             | Sarno (SA)                  | "Aniello Viscardi" |                     |
| A.P. Scafatese           | Scafati (SA)                | "Comunale"         |                     |
| A.C. Sianese             | Siano (SA)                  | "Comunale"         |                     |
| A.C. Terzigno            | Terzigno (NA)               | "Comunale"         |                     |

### Classifica finale
|  | Pos. | Squadra             | Pt | G  | V  | N  | P  | GF | GS | DR  |
|  | ---- | ------------------- | -- | -- | -- | -- | -- | -- | -- | --- |
|  | 1.   | Angri               | 45 | 30 | 16 | 13 | 1  | 37 | 7  | +30 |
|  | 2.   | Ariano              | 43 | 30 | 18 | 7  | 5  | 66 | 27 | +39 |
|  | 3.   | Sangiuseppese       | 41 | 30 | 17 | 9  | 4  | 41 | 20 | +21 |
|  | 4.   | Battipagliese       | 38 | 30 | 12 | 14 | 4  | 28 | 21 | +7  |
|  | 5.   | Agropoli            | 29 | 30 | 9  | 11 | 10 | 28 | 31 | -3  |
|  | 6.   | Sarnese             | 28 | 30 | 6  | 16 | 8  | 22 | 27 | -5  |
|  | 7.   | Pontecagnano Faiano | 27 | 30 | 8  | 11 | 11 | 37 | 34 | +3  |
|  | 8.   | Sant'Antonio Abate  | 27 | 30 | 8  | 11 | 11 | 30 | 36 | -6  |
|  | 9.   | Giffoni Sei Casali  | 27 | 30 | 9  | 12 | 12 | 16 | 27 | -11 |
|  | 10.  | Sianese             | 26 | 30 | 5  | 16 | 9  | 22 | 28 | -6  |
|  | 11.  | Scafatese           | 26 | 30 | 7  | 12 | 11 | 24 | 31 | -7  |
|  | 12.  | Real Gragnano       | 26 | 30 | 5  | 16 | 9  | 23 | 30 | -7  |
|  | 13.  | Pro Poggiomarino    | 25 | 30 | 9  | 12 | 9  | 30 | 30 | 0   |
|  | 14.  | Terzigno            | 25 | 30 | 7  | 11 | 12 | 32 | 36 | -4  |
|  | 15.  | Ebolitana           | 25 | 30 | 7  | 11 | 12 | 24 | 37 | -13 |
|  | 16.  | Montecorvino        | 14 | 30 | 2  | 10 | 18 | 19 | 57 | -38 |

### Verdetti finali
- Ariano e Sangiuseppese sono successivamente ammesse in Interregionale a completamento organici.

## Spareggi promozione
Spareggi promozione tra le prime classificate
|  | Pos. | Squadra        | Pt | G | V | N | P | GF | GS | DR |
|  | ---- | -------------- | -- | - | - | - | - | -- | -- | -- |
|  | 1.   | Ariano         | 3  | 2 | 1 | 1 | 0 | 2  | 1  | +1 |
|  | 2.   | Boys Caivanese | 2  | 2 | 0 | 2 | 0 | 1  | 1  | 0  |
|  | 3.   | Viribus Unitis | 1  | 2 | 0 | 1 | 1 | 1  | 2  | -1 |

| Salerno ??? 1981 | Viribus Unitis | 0 – 1 | Ariano | Stadio Vestuti |

| Salerno ??? 1981 | Boys Caivanese | 0 – 0 | Viribus Unitis | Stadio Vestuti |

| Salerno ??? 1981 | Ariano | 1 – 1 | Boys Caivanese | Stadio Vestuti |

### Verdetti finali
- Ariano promossa al Campionato Interregionale 1981-82.

Aesernia, Boys Caivanese, Viribus Unitis, Ischia, Internapoli e Sangiuseppese sono successivamente ammesse in Interregionale a completamento organici.